# Centro trasmittente di Monte Limbara
Il centro trasmittente di Monte Limbara è un'importante postazione radiotelevisiva italiana e una delle principali della Sardegna.
La postazione è localizzata sul monte omonimo a 1330 m s.l.m., nel comune di Tempio Pausania in provincia di Sassari.
La definizione di "centro trasmittente" è adottata dalla Rai per gli impianti di trasmissione principali che trasmettono sia direttamente all'utenza che ai ripetitori secondari, i quali ritrasmettono, dopo opportuna conversione, il segnale dei centri trasmittenti. Tuttavia, questa postazione non è impiegata solo dalla Rai, infatti sono presenti numerosi trasmettitori di altre emittenti sia nazionali che locali.

## Copertura
Comuni coperti:
- Provincia di Sassari:

Ardara, Banari, Bonnanaro, Bonorva, Bulzi, Cargeghe, Cheremule, Chiaramonti, Cossoine, Erula, Florinas, Giave, Laerru, Martis, Nughedu San Nicolò, Nulvi, Perfugas, Porto Torres, Stintino, Torralba, Tula, Villanova Monteleone, Aggius, Aglientu, Buddusò, Calangianus, Golfo Aranci, Luras, Monti, Olbia, Oschiri, Sant'Antonio di Gallura, Telti, Tempio Pausania; 
Parzialmente coperti: Bessude, Borutta, Codrongianos, Osilo, Ozieri, Pattada, Ploaghe, Sedini, Siligo, alcune frazioni di Sassari, Arzachena, La Maddalena, Loiri Porto San Paolo, Luogosanto, Palau, Santa Teresa di Gallura
- Provincia di Oristano:

Parzialmente coperto: Cuglieri
- Provincia di Nuoro:

Parzialmente coperto: Fonni, Oniferi

## Trasmissioni televisive

### Multiplex digitale terrestre
| Canale | Nome              | Polarizzazione |
| ------ | ----------------- | -------------- |
| 23     | Dfree             | Orizzontale    |
| 26     | RAI Mux A         | Orizzontale    |
| 32     | Persidera 1       | Orizzontale    |
| 33     | Cairo Due         | Orizzontale    |
| 36     | Mediaset 2        | Orizzontale    |
| 38     | Mediaset 3        | Orizzontale    |
| 40     | RAI Mux B         | Orizzontale    |
| 41     | Eitowers Sardegna | Orizzontale    |
| 42     | Persidera 2       | Orizzontale    |
| 43     | RAI MUX MR 8      | Orizzontale    |
| 46     | Mediaset 1        | Orizzontale    |
| 47     | Persidera 3       | Orizzontale    |

## Trasmissioni radiofoniche

### Radio FM
Le frequenze sono espresse in MHz
- 88,2 - Radio Deejay
- 88,6 - RDS
- 88,9 - Rai Radio 1
- 89,4 - RTL 102.5
- 91,0 - Radio Maria
- 94,1 - R101
- 95,3 - Rai Radio 2
- 95,7 - Radio Sintony
- 97,0 - Radio Capital
- 97,7 - RMC
- 98,0 - Radio del Golfo
- 98,4 - Radiolina
- 99,0 - Radio 105
- 99,3 - Rai Radio 3
- 99,8 - Radio Zeta
- 100,5 - Radio Sardegna
- 102,3 - Radio 24
- 103,4 - Radio LatteMiele
- 104,3 - Radio Radicale
- 104,9 - Radio Kiss Kiss
- 105,8 - RDS
- 106,1 - Virgin Radio
- 106,4 - Radio Italia
- 107,1 - Radio Freccia

### DAB
| Canale | Nome           |
| ------ | -------------- |
| 10A    | EURODAB ITALIA |
| 10C    | DAB+ RAI       |
| 10D    | DAB ITALIA     |